# لا بوفيدا (محطة مترو أنفاق مدريد)
لا بوفيدا (بالإسبانية: La Poveda)‏ هي محطة مترو أنفاق في مدريد في إسبانيا، تقع على الخط رقم 9.